# ウィーン条約 (1656年)
ウィーン条約（ウィーンじょうやく、英語: Treaty of Vienna）は北方戦争中の1656年12月1日に締結された、ハプスブルク家とポーランド・リトアニア共和国の同盟条約。ハプスブルク家の神聖ローマ皇帝 フェルディナント3世は反スウェーデン側で参戦することに同意し、ポーランド王ヤン2世カジミェシュに援軍4千を提供した。しかし、ヤン2世はより大規模な援軍に期待していたため彼は条約に失望した。さらにフェルディナント3世が条約への署名から3日後に死去したため条約が実効を持つことはなかった。後任の皇帝レオポルト1世は翌年に再びウィーン条約を締結した。